# Elkhart (Indiana)
Elkhart es una ciudad ubicada en el condado de Elkhart en el estado estadounidense de Indiana. En el Censo de 2020 tenía una población de 53,923 habitantes y una densidad poblacional de 730 personas por km².

## Geografía
Elkhart se encuentra ubicada en las coordenadas 41°41′28″N 85°57′55″O / 41.69111, -85.96528. Según la Oficina del Censo de los Estados Unidos, Elkhart tiene una superficie total de 63.25 km², de la cual 60.74 km² corresponden a tierra firme y (3.96%) 2.5 km² es agua.

## Demografía
Según el censo de 2010, había 50949 personas residiendo en Elkhart. La densidad de población era de 805,55 hab./km². De los 50949 habitantes, Elkhart estaba compuesto por el 66.09% blancos, el 15.43% eran afroamericanos, el 0.57% eran amerindios, el 0.89% eran asiáticos, el 0.06% eran isleños del Pacífico, el 12.91% eran de otras razas y el 4.05% pertenecían a dos o más razas. Del total de la población el 22.48% eran hispanos o latinos de cualquier raza.